# Ancourt
 Ancourt  es una población y comuna francesa, en la región de Alta Normandía, departamento de Sena Marítimo, en el distrito de Dieppe y cantón de Dieppe-Est.

## Demografía
| 531 | 526 | 517 | 540 | 621 | 681 |
| Para los censos de 1962 a 1999 la población legal corresponde a la población sin duplicidades (Fuente: INSEE [Consultar]) |     |     |     |     |     |